# St. Maria (Sehnde)

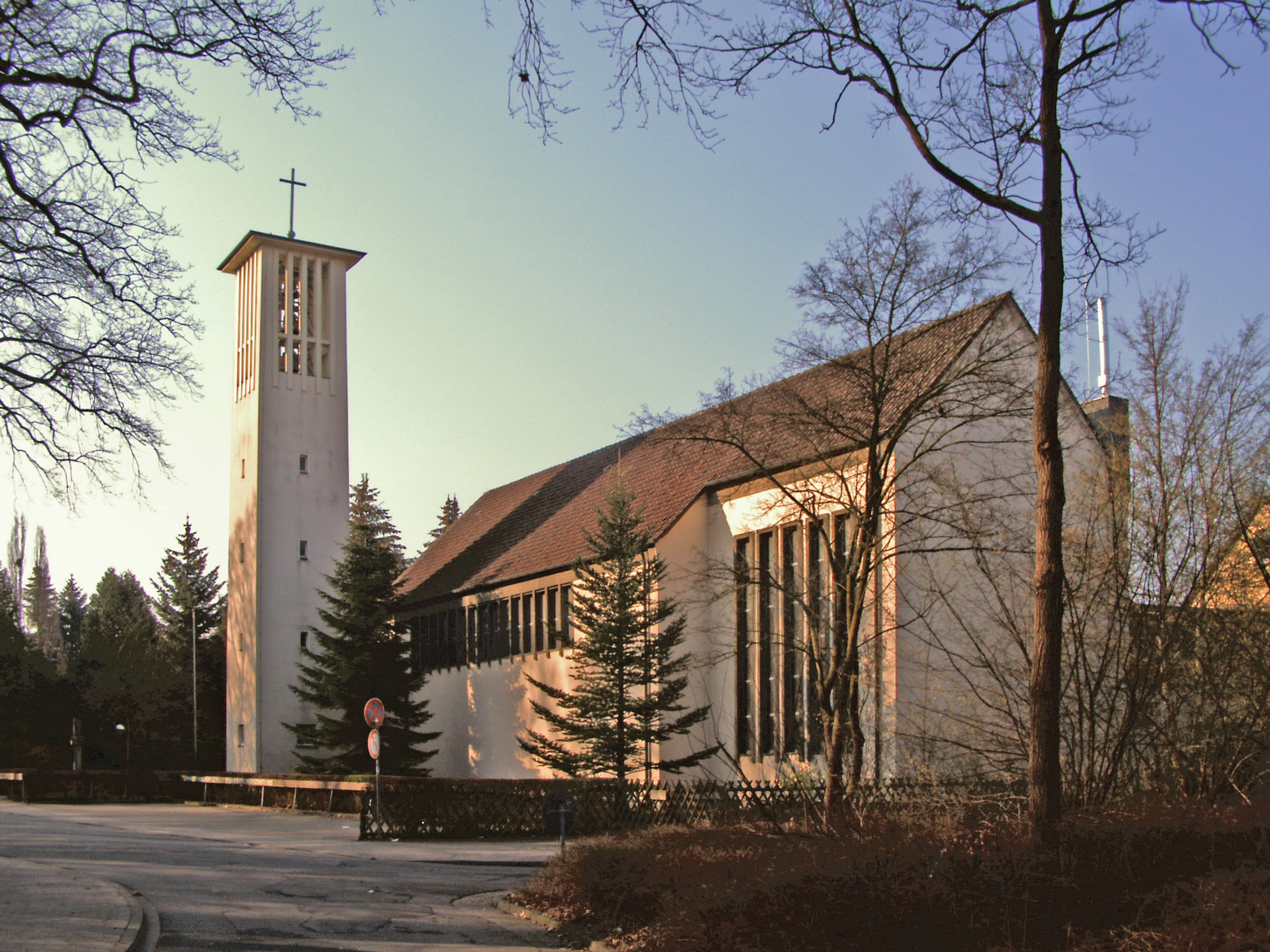
St. Maria

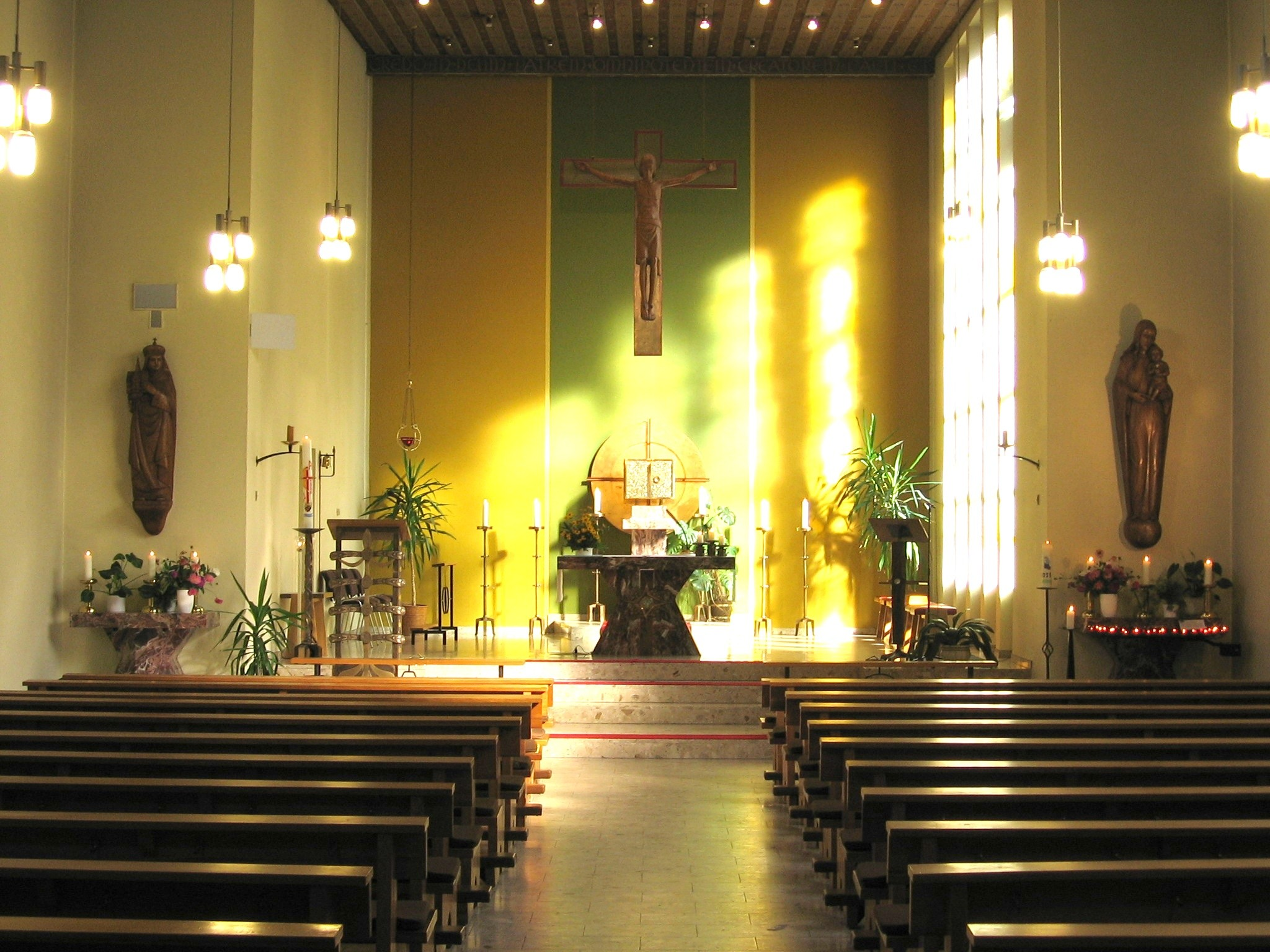
Altarraum

Die Kirche St. Maria ist neben St. Josef in Bolzum die zweite katholischen Kirche im Gebiet der Stadt Sehnde. Sie wurde 1954–1955 auf dem Grundstück Am Papenholz 7 erbaut und am 5. Juni 1955 geweiht. Das Patrozinium der Kirche ist Maria Königin mit dem kirchlichen Feiertag am 22. August.

## Geschichte
Zur Vorgeschichte des Kirchenbaus gehört die Zuwanderung von Heimatvertriebenen in den Westen Deutschlands nach dem Zweiten Weltkrieg. Die damit verbundene Mischung der Konfessionen führte auch in Sehnde, das seit der Reformation fast ausschließlich evangelisch war, ab 1946 zum Entstehen einer katholischen Ortsgemeinde.
Dem Kirchbau standen zunächst außer materiellen auch politische Hindernisse im Weg, da die damalige Kommunalverwaltung eine katholische Kirche im Ort gern verhindert hätte. Dagegen war die evangelische Gemeinde von Anfang an kooperativ und stellte für besondere Festgottesdienste, vor allem zur Erstkommunion, ihre Kreuzkirche zur Verfügung. An normalen Sonntagen fand die heilige Messe in der Friedhofskapelle, an Werktagen in einer provisorischen Baracke statt, die auch als Jugendtreff diente.
Nach langen Verhandlungen und Sammlungen konnte schließlich ein Grundstück am Westrand des Ortes erworben und mit viel Eigenleistung der Gemeindemitglieder sowie mit Hilfe freiwilliger Arbeitskräfte aus Belgien (Bauorden) die Kirche errichtet werden.

## Kirchengebäude
Das in rund 66 Meter Höhe über dem Meeresspiegel gelegene Gebäude des Hildesheimer Architekten Josef Fehlig ist eine schlichte, langgestreckte Halle mit einem erhöhten und schmaleren rechteckigen Altarraum. Der freistehende Glockenturm erhebt sich auf einem quadratischen Grundriss von 21 Metern Kantenlänge, er ist durch einen Gang mit der Kirche verbunden. Der Turm verjüngt sich nach oben leicht und wird von einem drei Meter hohen Kreuz aus Kupferblech gekrönt, 2003 bekam er drei neue Glocken. Im Erdgeschoss des Turms befindet sich die Taufkapelle. Turm und Schiff sind in gedecktem Weiß verputzt.

## Ausstattung
Die Ausstattung des hellen Kirchenraums besteht aus dem Altar aus rötlichem Marmor, einem bronzenen Ambo mit Pflanzen- und Evangelistensymbolen, einem Osterleuchter in Form eines Lebensbaums mit Paradiesschlange und dem vor einer Sonnenscheibe aufgestellten, mit Goldblech verkleideten Tabernakel, sämtlich geschaffen von Hanns Joachim Klug. Über dem Altar hängt ein großes hölzernes Kruzifix, im Schiff finden sich die Holzskulpturen einer Muttergottes mit Kind, der heiligen Hedwig von Schlesien sowie beim Eingang der Bergmannspatronin Barbara. Diese erinnert zusammen mit einer daneben angebrachten Grubenlampe an den Kalibergbau, der im 20. Jahrhundert ein Haupterwerbszweig Sehndes war.
Im Jahr 2011 wurden im Eingangsbereich der Kirche zwei hinterleuchtete Farbverglasungen angebracht, die die Apostel Petrus und Paulus zeigen, ebenfalls Werke von Hanns Joachim Klug. Sie stammen aus der 2010 profanierten Magdalenenkapelle in Evern und wurden in Anwesenheit des Künstlers neu gesegnet.
Die Orgel aus der Werkstatt Gebrüder Hillebrand von 1987 hat 15 klingende Register, verteilt auf zwei Manuale und Pedal mit 1120 Pfeifen.

## Gemeinde
Am 1. Juli 1957 wurde die Pfarrei St. Maria Sehnde im Dekanat Hannover-Ost des Bistums Hildesheim errichtet. Seit dem 1. Mai 2007 gehört sie zum neu gegründeten Regionaldekanat Hannover, seit dem 1. November 2014 ist sie Teil der Pfarrei St. Bernward in Lehrte.
Zum Einzugsgebiet der Kirche gehören die Ortschaften Dolgen, Evern, Gretenberg, Haimar, Rethmar, Sehnde und Wassel. 2014, im Jahr der Gemeindefusion, wohnten dort etwa 1600 Katholiken. Die früher zur Pfarrgemeinde St. Maria gehörende Kapelle in Evern wurde 2010 profaniert.